# فرنسيسكو سانشيز راموس
فرنسيسكو سانشيز راموس (بالإسبانية: Francisco Sánchez Ramos)‏ هو سياسي مكسيكي، ولد في 4 أكتوبر 1970 في المكسيك. حزبياً، نشط في حزب الثورة الديمقراطية. وقد انتخب عضو مجلس النواب المكسيك.